# Federação Paulista de Capoeira
A Federação Paulista de Capoeira foi fundada em 14 de Julho de 1974, sendo a primeira no mundo.

## Fundadores da Federação Paulista de Capoeira[2]
- Comendador Airton Neves Moura (Mestre Onça) – in memorian
- Antônio Gonçalves de Mello (Mestre Mello) – in memorian
- Edson Luiz Polim (Mestre Polim) – in memorian
- Djamir Pinatti (Mestre Pinatti)
- Sérgio Médici D'Eston (Mestre Assanhaço)
- Professor Gladson de Oliveira Silva (Mestre Gladson)
- José Andrade (Mestre Andrade)

### Principais trabalhos desenvolvidos desde a fundação
- Em 1975 realizou o “Primeiro Campeonato Brasileiro”.
- Em 1982 realizou o “Primeiro Campeonato Mundial São Paulo X EUA”.
- Em 1985 realizou o “Primeiro Festival Folclórico Brasileiro De Capoeira”.
- Durante a Gestão Volta ao Mundo descentralizou e democratizou a Federação Paulista de Capoeira.
- A partir de 1993 levou a Capoeira a participar dos “Jogos Regionais do Interior”.
- Passou de 8 (oito) para mais de 100 (cem) Equipes Filiadas a Federação Paulista de Capoeira durante a Gestão Volta ao Mundo.
- Promoveu inúmeros Cursos Técnicos para preparar e capacitar os Instrutores.
- Criou o Projeto “Capoeira e Qualidade de Vida”, que hoje é um curso reconhecido e solicitado internacionalmente.
- Realizou a I Convenção Brasileira “Capoeira Opção Desportiva Intercontinental Do 3.º Milênio”.
- Participou ativamente da “Feira Internacional de Esportes” realizada em São Paulo.
- Representou o Brasil no “Festival Internacional de Folclore” um encontro que reuniu Grupos Folclóricos de 19 países, em Santos e Praia Grande.
- Participou ativamente do “Congresso Internacional - Uso Indevido de Drogas Brasil e EUA”, São Paulo.
- Desenvolveu o Projeto “Capoeiristas do Amanhã” em parceria com o SESC (Serviço Social do Comércio).
- Em agosto de 2003 participou da composição e da comissão organizadora nacional do “I Congresso Brasileiro Unitário de Capoeira em São Paulo”
- Realizou em 4 de julho de 2004 em São Paulo o “Campeonato Internacional - Troféu Airton Moura” com a participação das equipes de Moçambique, África do Sul, Paraguai, São Paulo, Minas Gerais e Rio de Janeiro.
- Em novembro de 2004 participou da composição e da comissão organizadora nacional do “II Congresso Brasileiro Unitário de Capoeira no Rio de Janeiro”.
- Realizou na 1.ª Semana Municipal de Capoeira de 14 a 20 de novembro de 2004 em parceria com a Prefeitura Municipal de São Paulo a I Copa Metropolitana de Capoeira.
- Participou com assento da I Conferência Nacional do Esporte 2004, Fases: Municipal, Regional, Estadual e Nacional.
- Participou da I Conferência para Reforma do Estatuto do Desporto – SP – 2004.
- Participou da I Conferência da Igualdade Racial – Santos – 2005.
- Participou da Conferência Municipal dos Direitos da Criança e do Adolescente do Município de Santo André.